# Jenny Byrne
Jenny Margaret Byrne  (* 25. Februar 1967 in Perth) ist eine ehemalige australische Tennisspielerin.

## Karriere
Byrne spielte von 1987 bis 1997 auf der Profitour. 1985 gewann sie die Juniorinnenkonkurrenz der Australian Open, zudem erreichte sie das Juniorinnen-Finale von Wimbledon.
1989 stand sie im Mixed-Finale der Wimbledon Championships. Sie unterlag dort mit Mark Kratzmann der Paarung Jana Novotná/Jim Pugh mit 4:6, 7:5 und 4:6.
Als Mitglied der Olympiamannschaft von Australien spielte Byrne auch 1992 bei den Olympischen Spielen in Barcelona.

## Turniersiege

### Doppel
| Nr. | Datum            | Turnier      | Kategorie  | Belag             | Partnerin        | Finalgegnerinnen              | Ergebnis      |
| --- | ---------------- | ------------ | ---------- | ----------------- | ---------------- | ----------------------------- | ------------- |
| 1.  | 1. November 1987 | Indianapolis | WTA        | Hartplatz (Halle) | Michelle Jaggard | Beverly Bowes Hu Na           | 6:2, 6:3      |
| 2.  | 23. Oktober 1988 | Nashville    | WTA Tier V | Hartplatz (Halle) | Janine Thompson  | Elise Burgin Rosalyn Fairbank | 7:5, 6:7, 6:4 |